# 奇幻城市
《奇幻城市》（英語：The Fisher King）是美國電影，由泰瑞·吉連執導，傑夫·布里吉與羅賓·威廉斯主演。《奇幻城市》入圍5項奧斯卡獎，瑪西蒂·芮爾（Mercedes Ruehl）以該片獲得奧斯卡最佳女配角獎。